# Trogulus squamatus
Trogulus squamatus is een hooiwagen uit de familie kaphooiwagens (Trogulidae).